# Међународни дан свести мина и помоћи у разминиравању
Међународни дан свести мина и помоћи у разминиравању (енгл. International Day for Mine Awareness and Assistance in Mine Action) се обележава сваког 4. априла по одлуци Генералне скупштине Уједињених нација. 

## Историјат
Генерална скупштина Уједињених нација је 4. април прогласила за Међународни дан свести мина и помоћи у разминиравању 8. децембра 2005. са циљем скретања пажње јавности на активности противминског деловања, претње које представљају нагазне мине и начин рада на њиховом отклањању. Службе Уједињених нација за уклањање мина су посвећене и потреба погођених појединаца и хуманитараца. Први пут је обележен 4. априла 2006.
Међународном дану свести мина и помоћи у разминиравању се придаје значај ради успостављање оквира одговорности Уједињених нација. На овај дан се врше патроле, хуманитарци подижу свест о минама међу људима који живе у опасним атмосферама и образују их како да преживе и заштите своје животе. Обележава се са циљем развоја света без нагазних мина и експлозивних остатака рата што би помогло појединцима и заједницама да живе у безбедном окружењу.
Године 2024. се обележио са фокусом на особе са инвалидитетом које су преживеле опасности од експлозива и на све особе са инвалидитетом које живе у земљама са сукобима. Пажња је усмерена на петогодишњицу резолуције Савета безбедности Уједињених нација 2475, која позива државе чланице, а посебно чланице Савета безбедности, да размотре и заштите особе са инвалидитетом, да им осигурају приступ помоћи и да их укључи у превенцију сукоба и изградњу мира. Како би се истакла потреба за пуном имплементацијом резолуције Служба Уједињених нација за уклањање мина је отворила мултимедијалну изложбу „Сведочење о путу напред: заштита живота. Изградња мира”.